# Station Domfront (Orne)

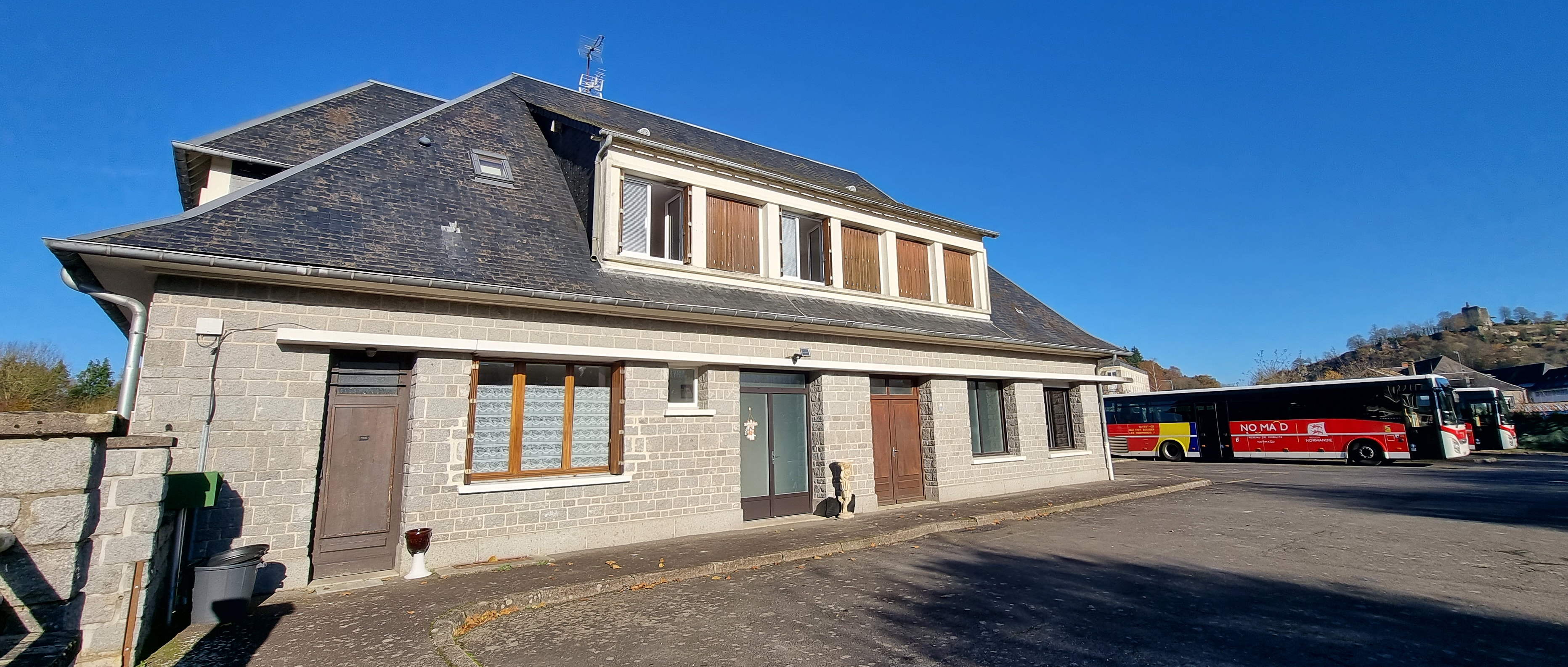
Het stationsgebouw in 2023

Station Domfront is een in 1970 gesloten spoorwegstation in de Franse gemeente Domfront en Poiraie.